# Donald Sylvester
Donald Sylvester (New Jersey, ...) è un tecnico del suono statunitense, vincitore del premio Oscar nella categoria miglior montaggio sonoro per il film Le Mans '66 - La grande sfida.

## Filmografia parziale
- Colpa delle stelle (The Fault in Our Stars), regia di Josh Boone (2014)
- Il coraggio della verità - The Hate U Give (The Hate U Give), regia di George Tillman Jr. (2018)
- Tuo, Simon (Love, Simon), regia di Greg Berlanti (2018)
- Le Mans '66 - La grande sfida (Ford v Ferrari), regia di James Mangold (2019)

## Riconoscimenti
Premio Oscar
- 2020 - Miglior montaggio sonoro per Le Mans '66 - La grande sfida